# طبیعت بی‌جان (بازی ویدئویی)
طبیعت بی‌جان (به انگلیسی: Still Life) یک بازی ویدئویی در سبک ماجراجویی است که توسط مایکرویدس در سال ۲۰۰۵ برای رایانه شخصی و کنسول ایکس‌باکس منتشر شده است. با اینکه نام آن‌ها یکی نیست، طبیعت بی‌جان دنباله بازی کالبدگشایی است. شماره دوم از این بازی نیز با نام طبیعت بی‌جان ۲ در سال ۲۰۰۹ برای مایکروسافت ویندوز منتشر شد.
موضوع اصلی بازی پیرامون هنر است به‌ویژه تکنیک طبیعت بی‌جان که نام بازی نیز برگرفته از آن است. طبیعت بی‌جان از دو شخصیت قابل بازی که در جریان داستان بازی به عقب و جلو رانده می‌شوند تشکیل شده است.

## روند بازی
طبیعت بی‌جان یک بازی ویدئویی ماجراجویی اشاره و کلیکی است. بر خلاف نسخه پیشین خود که از مکانیزم درخت گفتگو و هدایت اول‌شخص بهره می‌برد، بازیکن ویکتوریا مک‌فرسون را به‌طور ثابت از زاویهٔ دید سوم شخص کنترل می‌کند و مکالمات ماهیت خطی دارند. برای پیشبرد در بازی باید معماهای مختلفی تکمیل شوند که گاهی اوقات نیاز به بازگشت به مراحل مختلفی دارد که در نقشه آزاد شده باشد. بازی فاقد لیست راهنمایی یا اهداف است، اما بازیکن ممکن است با دسترسی به اسنادی که در طول بازی در منو به دست آمده است، سرنخ‌هایی در مورد اینکه چه کاری باید انجام دهد یا به کجا باید برود پیدا کند.

## داستان
در طبیعت بی‌جان بازیکن نقش ویکتوریا مک‌فرسون، یک مأمور جوان اف‌بی‌آی که وظیفه تحقیق در پرونده قتل‌های زنجیره‌ای در شیکاگو را دارد. هنگامی که برای کریسمس به ملاقات پدر خود رفته بود، دفترچه قدیمی پدربزرگش گوستاو مک‌فرسون، که مربوط به تحقیقات محرمانه او بود را پیدا کرد. او بسیار متعجب شد وقتی دید پدربزرگش در پرونده‌هایی بسیار مشابه او در سال ۱۹۲۰ در پراگ، کار می‌کرده است. بازیباز باید در نقش یکی از این شخصیت‌ها به دنبال یک قاتل زنجیره‌ای بگردند.